# Поддл
Поддл (ирл. An Poiteal, англ. Poddle, Poddell, Puddell) — одна из примерно пятидесяти рек Дублина, протекает по исторической части города и впадает в реку Лиффи. Большая часть реки заключена в трубу, что часто приводило к наводнениям. В XIX веке от одного из таких наводнений серьёзно пострадал Собор Святого Патрика.